# Diócesis de Man
La diócesis de Man (en latín: Dioecesis Manensis y en francés: Diocèse de Man) es una circunscripción eclesiástica de la Iglesia católica en Costa de Marfil. Se trata de una diócesis latina, sufragánea de la arquidiócesis de Gagnoa. Desde el 18 de diciembre de 2007 su obispo es Gaspard Béby Gnéba.

## Territorio y organización
La diócesis tiene 30 750 km² y extiende su jurisdicción sobre los fieles católicos de rito latino residentes en el distrito de Montagnes, que fue creado en 2011 uniendo las regiones de Moyen-Cavally y Dix-Huit Montagnes.
La sede de la diócesis se encuentra en la ciudad de Man, en donde se halla la Catedral de San Miguel.
En 2021 en la diócesis existían 27 parroquias.

## Historia
La diócesis fue erigida el 8 de junio de 1968 mediante la bula Qui imperio Christi del papa Pablo VI, derivando el territorio de la diócesis de Daloa. Originalmente fue sufragánea de la arquidiócesis de Abiyán.
El 19 de diciembre de 1994 cedió una porción de su territorio para la erección de la diócesis de Odienné mediante la bula Ad aeternam provehendam del papa Juan Pablo II y al mismo tiempo pasó a formar parte de la provincia eclesiástica de la arquidiócesis de Gagnoa.

## Estadísticas
Según el Anuario Pontificio 2022 la diócesis tenía a fines de 2021 un total de 129 700 fieles bautizados.
| Año                                                                             | Población            | Población | Población      | Sacerdotes | Sacerdotes    | Sacerdotes    | Bautizados por sacerdote | Diáconos permanentes | Religiosos | Religiosos | Parroquias |
| Año                                                                             | Bautizados católicos | Total     | % de católicos | Total      | Clero secular | Clero regular | Bautizados por sacerdote | Diáconos permanentes | Varones    | Mujeres    | Parroquias |
| ------------------------------------------------------------------------------- | -------------------- | --------- | -------------- | ---------- | ------------- | ------------- | ------------------------ | -------------------- | ---------- | ---------- | ---------- |
| 1970                                                                            | 9126                 | 578 500   | 1.6            | 27         | 8             | 19            | 338                      |                      | 25         | 24         | 12         |
| 1980                                                                            | 18 705               | 725 000   | 2.6            | 32         | 10            | 22            | 584                      |                      | 26         | 44         | 16         |
| 1990                                                                            | 37 686               | 1 090 304 | 3.5            | 29         | 12            | 17            | 1299                     |                      | 30         | 67         | 17         |
| 1999                                                                            | 3 492                | 1 307 545 | 0.3            | 38         | 29            | 9             | 91                       |                      | 21         | 74         | 21         |
| 2000                                                                            | 53 656               | 1 414 195 | 3.8            | 41         | 34            | 7             | 1308                     |                      | 19         | 74         | 22         |
| 2001                                                                            | 71 360               | 1 445 243 | 4.9            | 43         | 31            | 12            | 1659                     |                      | 24         | 69         | 24         |
| 2002                                                                            | 71 360               | 1 445 243 | 4.9            | 43         | 32            | 11            | 1659                     |                      | 19         | 69         | 23         |
| 2003                                                                            | 73 000               | 1 445 243 | 5.1            | 48         | 36            | 12            | 1520                     |                      | 19         | 67         | 23         |
| 2004                                                                            | 72 567               | 1 445 243 | 5.0            | 32         | 23            | 9             | 2267                     |                      | 20         | 68         | 24         |
| 2013                                                                            | 107 157              | 1 844 000 | 5.8            | 48         | 41            | 7             | 2232                     |                      | 16         | 43         | 27         |
| 2016                                                                            | 115 953              | 1 985 000 | 5.8            | 58         | 47            | 11            | 1999                     |                      | 19         | 46         | 26         |
| 2019                                                                            | 123 510              | 2 113 660 | 5.8            | 60         | 51            | 9             | 2058                     |                      | 19         | 55         | 26         |
| 2021                                                                            | 129 700              | 2 220 370 | 5.8            | 63         | 54            | 9             | 2058                     |                      | 26         | 30         | 27         |
| Fuente: Catholic-Hierarchy, que a su vez toma los datos del Anuario Pontificio. |                      |           |                |            |               |               |                          |                      |            |            |            |

## Episcopologio
- Bernard Agré † (8 de junio de 1968-6 de marzo de 1992 nombrado obispo de Yamusukro)
- Joseph Niangoran Teky (17 de diciembre de 1992-18 de diciembre de 2007 retirado)
- Gaspard Béby Gnéba, desde el 18 de diciembre de 2007